# Паролизе
Паролѝзе (на италиански: Parolise; на неаполитански: Parulis', Парулизъ) е село и община в Южна Италия, провинция Авелино, регион Кампания. Разположено е на 546 m надморска височина. Населението на общината е 697 души (към 2011 г.).